# Lookaftering
Lookaftering é o segundo álbum de Vashti Bunyan, lançado em 2005. Este álbum foi longamente esperado, uma vez que o anterior Just Another Diamond Day foi lançado em 1970.

## Faixas
1. "Lately" – 2:21
2. "Here Before" – 2:05
3. "Wayward" – 3:06
4. "Hidden" – 3:20
5. "Against the Sky" – 3:10
6. "Turning Backs" – 4:28
7. "If I Were" – 2:15
8. "Same but Different" – 3:38
9. "Brother" – 2:10
10. "Feet of Clay" – 4:29
11. "Wayward Hum" – 4:26

## Créditos
- Adem: Auto-harpa, Harmônio.
- Philip Bagenal: Engenharia de som.
- Devendra Banhart: Guitarra acústica.
- Kevin Barker: Guitarra elétrica.
- Fiona Brice: Cordas.
- Vashti Bunyan: Arranjos.
- Ian Burdge: Cordas.
- Gillon Cameron: Cordas.
- Marcelo De Oliviera: Guitarra.
- Frances Dewar: Cordas.
- Otto Hauser: Guitarra elétrica.
- Robert Kirby: Trompete, Trompa.
- John Mercalfe: Cordas.
- Joanna Newsom: Harpa.
- Mandy Parnell: Masterização.
- Adam Pierce: Dulcimer (Salterio).
- Max Richter: Piano, Arranjos, Glockenspiel, Órgão Hammond, Gravação, Produção, Mellotron, Vibrafone, Piano Rhodes, Harmónica de vidro.
- Anna Tjan: Engenharia de som.
- Rebecca Wood: Oboé, Corne inglês.